# Damien Chazelle
Damien Sayre Chazelle (Providence, Rhode Island, 1985. január 19. –) Oscar-díjas amerikai filmrendező, forgatókönyvíró és filmproducer.

## Élete és pályafutása
Damien Sayre Chazelle 1985. január 19-én született Providence-ben, Rhode Islandben. Édesanyja, Celia Sayre Chazelle (született Martin) amerikai–kanadai író és történelemtanár, apja Bernard Chazelle Franciaországból származik. Chazelle-nek van egy nővére, Anna, aki színésznő és cirkuszi előadó.
Legsikeresebb rendezői munkája a Kaliforniai álom című 2016-os film volt, amellyel megkapta a legjobb rendezőnek járó Oscar-díjat, mindössze 32 évesen, 2016-ig a kategóriában a legfiatalabbként. A filmmel nyert még két Golden Globe-díjat is, legjobb rendező, és a legjobb forgatókönyv kategóriákban.

## Filmográfia
| Év   | Magyar cím             | Eredeti cím                      | Feladatkör | Feladatkör   | Feladatkör |
| Év   | Magyar cím             | Eredeti cím                      | Rendező    | Forgatókönyv | Producer   |
| ---- | ---------------------- | -------------------------------- | ---------- | ------------ | ---------- |
| 2009 |                        | Guy and Madeline on a Park Bench | Igen       | Igen         | Igen       |
| 2013 |                        | Whiplash (rövidfilm)             | Igen       | Igen         | Nem        |
| 2013 | Az utolsó ördögűzés 2. | The Last Exorcism Part II        | Nem        | Igen         | Nem        |
| 2013 | Hibátlan előadás       | Grand Piano                      | Nem        | Igen         | Nem        |
| 2014 | Whiplash               | Whiplash                         | Igen       | Igen         | Nem        |
| 2016 | Cloverfield Lane 10    | 10 Cloverfield Lane              | Nem        | Igen         | Nem        |
| 2016 | Kaliforniai álom       | La La Land                       | Igen       | Igen         | Nem        |
| 2018 | Az első ember          | First Man                        | Igen       | Nem          | Igen       |
| 2022 |                        | Babylon                          | Igen       | Igen         | Nem        |